# Gagea nevadensis
Espèce
Gagea nevadensis est une espèce de plantes à bulbe du genre des gagées et de la famille des Liliacées.
Elle pousse en Espagne et au Maroc. Le lectotype, désigné par Burdet et al., a été récolté par Pierre Edmond Boissier dans la Sierra Nevada (Espagne) en juillet 1847.

## Publication
- (en) Jean-Marc Tison, Angela Peterson, Dörte Harpke et Lorenzo Peruzzi, « Reticulate evolution of the critical Mediterranean Gagea sect. Didymobulbos (Liliaceae) and its taxonomic implications », Plant Systematics and Evolution, vol. 299, no 2,‎ 2012, p. 413-438 (DOI 10.1007/s00606-012-0731-4, lire en ligne)